# Abor und das Meerweib
Abor und das Meerweib ist ein höfischer Abenteuerroman, der möglicherweise zwischen 1300 und 1350 in Ostfranken oder in der Oberpfalz geschrieben wurde, jedoch nur fragmentarisch mit 136 Versen erhalten ist.

## Beschreibung
Das Fragment des Textes wurde von Jacob Grimm bei einer Nordlandreise im Jahr 1844 gefunden, wo er es aus einem zerschnittenen Pergamentblatt auf der Bibliothek zu Kopenhagen abgeschrieben hatte. Das Blatt galt seitdem als verschollen, bis es 1974 von Dr. Tue Gad im Nachlass von H. O. Lange wiedergefunden wurde. Heute befindet sich das Fragment in der Königlichen Bibliothek von Kopenhagen und trägt die Signatur Ny kgl. Saml. 4843,4. Das Fragment besteht aus einem Blatt und wurde aus Pergament gefertigt. Die Größe des Blattes beträgt insgesamt 237 × 200 mm und die Schriftgröße 180 × ca. 155 mm. Der durchlaufende Text beinhaltet zwei Spalten, wobei diese je aus 34 Zeilen bestehen. Von dem Fragment Abor und das Meerweib sind 136 Verse, die voneinander abgesetzt sind und eine sechszeilige Überschrift erhalten.

## Datierung
Die Entstehungszeit dieses höfischen Abenteuerromans ordnet Ludwig Denecke etwa zwischen 1300 und 1350 ein. Seiner Meinung nach wurde der Text ursprünglich in Ostfranken, wie beispielsweise Würzburg, oder in der Oberpfalz verfasst. So könnte das Wort quam (v. 22) ein Merkmal für den bairischen Sprachraum sein. Der Text kommt demnach aufgrund des Dialektes vermutlich aus dem Bereich von Nürnberg, Regensburg, Passau oder Wien.

## Inhalt
Der Inhalt des Fragments lässt sich in sechs Szenen gliedern.
- 1. Szene (Vers 2–16)

Ein als edel und kühn beschriebener Ritter namens Abor lässt seine Rüstung, die ihm zu schwer geworden war, zurück und verlässt das Land.
- 2. Szene (Vers 17–42)

Der Ritter gelangt zu einem nortwalde in dem er nach einem schweren Kampf drei weitere Tage umherirrt. Es lässt sich vermuten, dass dieser Kampf mit einem Drachen stattgefunden hat, dieser Teil des Fragments ist nicht leserlich erhalten geblieben. Schließlich gelangt Abor an einen Berg aus dem eine Quelle entspringt. Diese Quelle wird folglich als Jungbrunnen beschrieben, wobei jeder, der von ihrem Wasser trinkt sogleich stark, gesund und verjüngt wird. Der Brunnen befindet sich auf einer Lichtung auf der viele Vögel von den Bäumen herab ihre wunderschönen Lieder singen (locus amoenus). Der Ritter ist nach all seinen Strapazen so geschwächt, dass er bald darauf auf der Lichtung im grünen Gras zu schlafen beginnt.
- Überschrift (Vers 43–48)

Hier wird anhand von einer gereimten Überschrift der gesamten Verlauf der Geschichte zusammengefasst.
- 3. Szene (Vers 49–66)

Nun findet ihn eine Meerfrau, welche sich in dem Jungbrunnen badet und sich auf diese Weise ständig verjüngt.
- 4. Szene (Vers 67–86)

Die Meerfrau trägt den Helden auf ihre burc. Dort pflegt sie ihn gesund und bald darauf verlieben sie sich.
- 5. Szene (Vers 87–118)

Daraufhin fliegt die Meerfrau auf einem Federbogen auf einen unzugänglichen Berg, wo sie eine Zauberwurzel ausgräbt. Nachdem Abor von der Wurzel gegessen hatte, konnte er die Stimmen aller Tiere verstehen.
- 6. Szene (Vers 119–136)

Ab hier beginnt das Ende der glücklichen Liebe zwischen der Fee und dem Ritter. Da der rechtmäßige Ehemann der Meerfrau aus der Stadt omlatin nach Hause kommt, schickt die Meerfrau den Helden nach sechs Wochen und zwei Tagen fort. Zum Abschied schenkt sie ihm einen unverwundbar machenden Bademantel als Rüstung sowie Köcher und Bogen mit magischen Kräften, mit deren Hilfe er einen wilden Vogel abwehren kann.

## Gattung
Möglicherweise handelt es sich bei dem Fragment um einen späten mittelalterlichen Artusroman. Laut Ludwig Denecke hat der unbekannte Verfasser eine große Anzahl damals bekannter Erzählmotive aus vorwiegend mündlicher Überlieferung zu einer Unterhaltungsdichtung für ein ritterliches Publikum ohne höhere Ansprüche zusammengestellt, um dadurch Überraschung und Spannung bei den Zuhörern zu erzeugen. Für ihn ist jedoch eine tiefere Sinnaussage darin nicht zu erkennen und die Verse seien ohne Kunst anhand von Floskeln und billigen Reimen aneinandergereiht, obwohl es für Denecke möglich ist, dass der Verfasser ein geschulter Schreiber war.

## Textausgaben
- Jacob Grimm: Abor und das Meerweib. In: ZfdA, Bd. 5 (1845), S. 6–10.
- Heinrich Meyer-Benfey: Mittelhochdeutsche Übungsstücke (2. Auflage). Halle (Saale): Niemeyer 1920, S. 180–183.